# Österreichische Eishockeynationalmannschaft der Frauen
Die österreichische Eishockeynationalmannschaft der Frauen ist die nationale Eishockeyauswahlmannschaft Österreichs und gehört dem Österreichischen Eishockeyverband an.
Das erste Spiel der Nationalmannschaft fand 2001 gegen Ungarn statt. In der IIHF-Weltrangliste belegt die Mannschaft nach der Weltmeisterschaft 2022 den 14. Platz.

## Teilnahme an Weltmeisterschaften

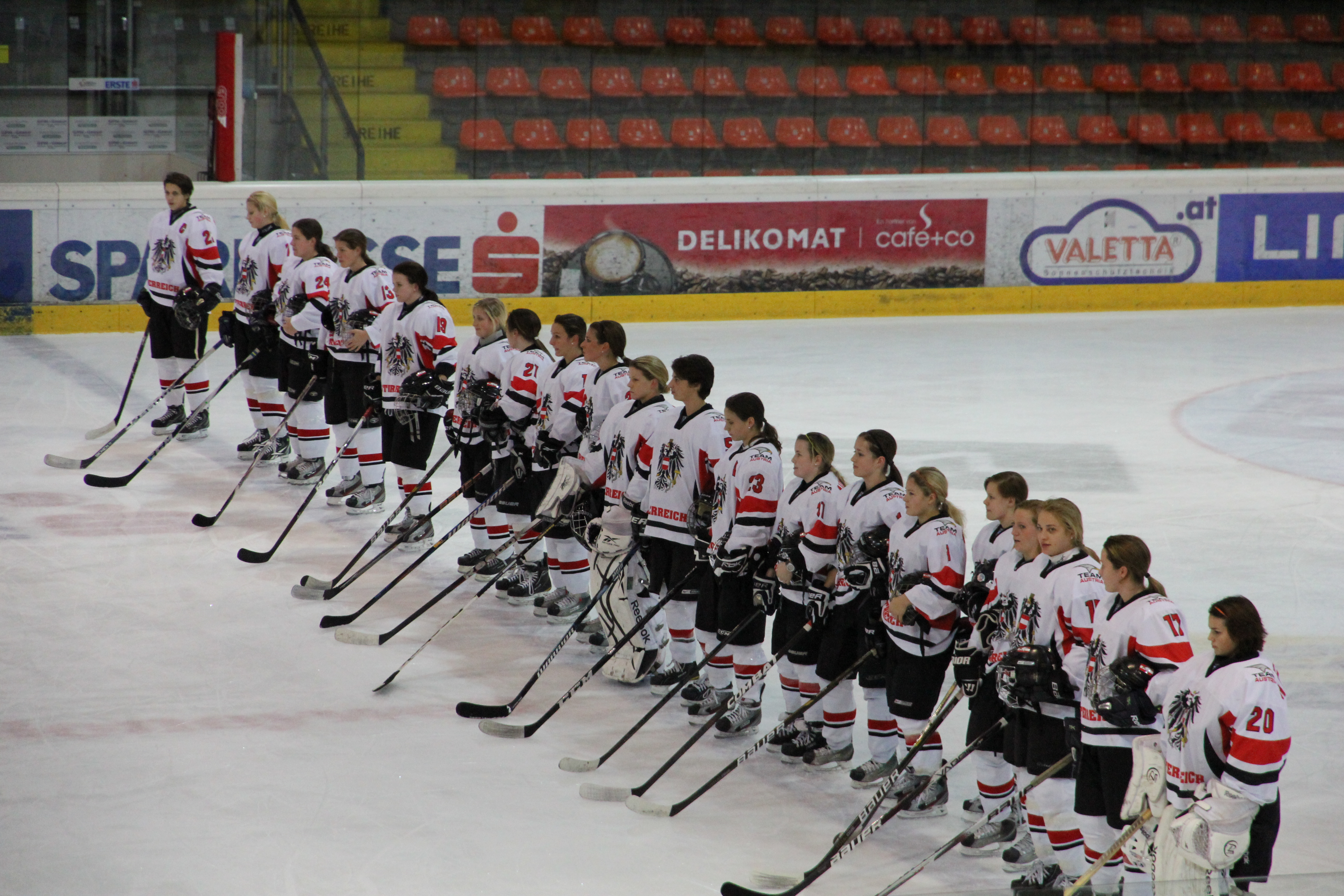
Mannschaftskader bei einem Freundschaftsspiel vor der Olympiaqualifikation 2013.

- 2004 – 1. Platz Division III (Aufstieg in die Division II)
- 2005 – 5. Platz Division II
- 2006 – keine Austragung aufgrund der Olympischen Winterspiele
- 2007 – 4. Platz Division II
- 2008 – 1. Platz Division II (Aufstieg in die Division I)
- 2009 – 4. Platz Division I
- 2010 – keine Austragung aufgrund der Olympischen Winterspiele
- 2011 – 4. Platz Division I
- 2012 – 4. Platz Division IA
- 2013 – 4. Platz Division IA
- 2014 – 5. Platz Division IA
- 2015 – 2. Platz Division IA
- 2016 – 3. Platz Division IA
- 2017 – 2. Platz Division IA
- 2018 – 2. Platz Division IA
- 2019 – 4. Platz Division IA
- 2020 und 2021 – keine Austragung wegen der COVID-19-Pandemie
- 2022 – 4. Platz Division IA
- 2023 – 3. Platz Division IA
- 2024 – 4. Platz Division IA
- 2025 – 1. Platz Division IA (Aufstieg in die Top-Division)

## Juniorinnen
Das 1994er-Team (zu den Olympischen Jugendwinterspielen war nur dieser Jahrgang zugelassen) der Juniorinnen gewann am 22. Januar 2012 im Rahmen der ersten Olympischen Jugend-Winterspiele in Innsbruck die Silbermedaille und erreichte damit für Österreich den ersten Medaillengewinn in einem Olympischen Eishockeywettbewerb.